# Fónagy Béla
Fónagy Béla, 1900-ig Friedmann Benjámin (Szabadka, 1875. december 12. – Budapest, 1935. július 24.) művészeti író.

## Élete
Friedmann Ignác és Reiner Regina gyermekeként született zsidó családban. A Budapesti Tudományegyetemen Pasteiner Gyula tanítványa volt. Tanára nem fogadta el Botticelliről írt doktori értekezését, ezért lemondott arról, hogy diplomát szerezzen. Ezután éveket töltött Olaszországban, elsősorban Firenzében és Rómában, majd Németországba ment, s egy ideig Bécsben is élt, ahonnan visszatért Magyarországra. Ekkoriban szerveződött a Társadalmi Múzeum (később Népegészségügyi Múzeum), ahova Szántó Menyhért miniszteri tanácsos őt hívta meg munkatársának és nagy hasznát vette Fónagy külföldön szerzett ismereteinek. 1910 és 1921 között a Múzeum könyvtárosa volt, anyagának gyűjtésével, feldolgozásával és rendezésével foglalkozott, rendezte a múzeum külföldi és vidéki egészségügyi kiállításait, többek között az Országházban 1915-ben rendezett Had- és Népegészségügyi kiállítást is. Az első világháború átmenetileg félbeszakította itteni munkáját, az olasz fontra került, ahol tolmácsként alkalmazták. A háborúból hadnagyi csillaggal tért haza. Több tehetős barátja segítette abban, hogy megnyithassa a Váci utcában a Belvedere művészeti szalont, amelynek művészeti igazgató lett. Az első kiállítását Körösfői-Kriesch Aladár festő hagyatékának bemutatására szentelte. 1921 és 1924 között mintegy 30 kiállítást rendezett új törekvésű, addig jobbára ismeretlen művészek munkáiból. A festők közül Szobotka Imre, Kmetty János, Derkovits Gyula, Molnár C. Pál, míg a szobrászok közül Varga Oszkár, Schönbauer Henrik, Fémes Beck Vilmos jutottak általa kiállítási lehetőséghez. 1921–22-ben szabadidejében Németországot járta, 1923-ban hat hetet Párizsban töltött. 1924 novemberében a Szervita téren nyitotta meg a Belvedere új helyiségét, azonban az első kiállítás után anyagi okokból bezárni kényszerült. Ezt követően mindenféle munkát elvállalt. Művészeti előadássorozatokkal kísérletezett, nyelvi tanfolyamokat rendezett, könyveket fordított magyarra. Szakfolyóiratoknak már a háború előtt is dolgozott, ekkoriban a Magyar Művészet-ben és a Nyugat-ban jelentek meg művészeti tanulmányai. Éber László meghívta a Művészeti Lexikon munkatársának, ahol a festészet témakörében írt szócikkeket. Írásai jelentek meg továbbá az Incze Henrik-féle Magyar Művészeti Almanachban, a Művészben, a KUT, a Magyar Művészet és Műbarát folyóiratokban. Művészeti munkatársa volt a Tolnai világlexikona 1. kiadásának (görög-római művészet, szobrászat, iparművészet) és a Magyar zsidó lexikonnak (képzőművészet). Az 1930-as években súlyosan megbetegedett, s a halála előtti évben könyvtárat is el kellett árvereztetnie.